# Isolabus magnus
Isolabus magnus es una especie de coleóptero de la familia Attelabidae.

## Distribución geográfica
Habita en China y Laos.